# Deportivo Alavés Gloriosas
El Deportivo Alavés Gloriosas es un club de fútbol femenino español, siendo una sección de su entidad matriz, el Deportivo Alavés, y tiene su sede en la ciudad de Vitoria, Álava. Fue fundado el 11 de junio de 2017, luego de absorber al Club Deportivo Gasteizko Neskak a través de un acuerdo de filialidad. Desde el 2021, compiten en la máxima categoría del fútbol español, la Primera División Femenina de España.
El C. D. Gasteizko Neskak, continua operando de forma independiente, con un segundo equipo la Liga Territorial Femenina Álava, junto a equipos juveniles, teniendo el apoyo del Deportivo Alavés como club socio a cambio de tener una relación de filial.

## Historia

### C. D. Gastiezko Neskak
Durante varios años, la organización fue conocida como Club Deportivo Gasteizko Neskak, quienes también fomentaron y difundieron el fútbol femenino español a través de la organización un torneo juvenil anual con el mismo nombre que consiguió congregar a participantes de diversos lugares de España e inclusive desde India, el cual fue jugado por 18 años y cuya la última edición fue celebrada en 2014.
En abril de 2010, las jugadoras del Gasteizko consiguen conquistar la liga Preferente Álava por segundo año consecutivo, posteriormente lograron superar los play-offs de ascenso para disputar la Primera Nacional española en la temporada 2010-11. Lamentablemente, terminaron últimas de su grupo durante esa temporada siendo relegadas tras solo una temporada.

### Acuerdo de afiliación
Luego de diversas negociaciones, el 11 de junio de 2017, el Deportivo Alavés anuncia de forma oficial el acuerdo de afiliación con el C. D. Gasteizko Neskak, con lo cual nacería su sección femenina. Anteriormente, el Alavés contaba con un equipo femenino, en alianza con el Club San Ignacio desde 2010, sin embargo este fue disuelto en 2013.
Tras haber inscrito de forma oficial al equipo femenino como una sección del Deportivo Alavés, partiendo sus participaciones de forma directa en la Segunda División Femenina de España 2017-18 por la categoría que tenía el Gasteizko. Dafne Triviño, antigua entrenadora y coordinadora del Gasteizko Neskak, fue nombrada coordinadora de la sección femenina del Alavés.

### Gloriosas
En la temporada 2018-19 al quedar segundas clasificadas en la liga consiguen el ascenso a la nueva categoría creada y denominada Reto Iberdrola (nueva Segunda División) encuadrándose en el Grupo Norte.
En el verano de 2019, el club albiazul hace oficial la introducción de un equipo filial femenino que participaría de la Regional Alavesa.
En la temporada 20-21, las Gloriosas dirigidas por Mikel Crespo consiguieron quedar primeras del Grupo Norte de Segunda División consiguiendo de esa manera el ascenso directo a la máxima categoría del futbol español por primera vez en su historia.
En la temporada 21-22, las Gloriosas se clasificaron en el puesto 11 de la liga con 30 puntos.
El 6 de septiembre de 2022 se presentó la nueva liga profesional denominada Liga F que inició su andadura el 17 de septiembre, con una semana de retraso, tras la huelga protagonizada por las árbitras de la competición. El 31 de octubre de 2022 y tras 12 encuentros de liga sin conocer la victoria, el primer entrenador Mikel Crespo fue cesado en su cargo y sustituido por Iñigo Juaristi
En la temporada 22-23, las Gloriosas se clasificaron en el puesto 16, último de la competición con 21 puntos, empatadas con el Alhama de Murcia. Ambos equipos certificaron su descenso a la 1ªRFEF en el último partido que disputaron en Ibaia y que finalizó en empate el 20 de mayo de 2023.

## Temporadas
| Temporada                  | División               | Posición |
| C. D. Gasteizko Neskak     |                        |          |
| 2007-08                    | Regional               | 2.º      |
| 2008-09                    | Regional               | 1.º      |
| 2009-10                    | Regional               | 1.º      |
| 2010-11                    | Primera Nacional       | 13.º     |
| 2011-12                    | Regional               | 2.º      |
| 2012-13                    | Regional               | 3.º      |
| 2013-14                    | Regional               | 3.º      |
| 2014-15                    | Regional               | 3.º      |
| 2015-16                    | Regional               | 1.º      |
| 2016-17                    | 2ª División            | 8.º      |
| Deportivo Alavés Gloriosas |                        |          |
| 2017-18                    | 2ª División            | 11.º     |
| 2018-19                    | 2ª División            | 2.º      |
| 2019-20                    | 2ª División (G. Norte) | 5.º      |
| 2020-21                    | 2ª División (G. Norte) | 1.º      |
| 2021-22                    | Primera Iberdrola      | 11.º     |
| 2022-23                    | Liga F                 | 16 º     |